# دیریکله (دهانه)
دیریکله یک دهانه برخوردی در ماه‌ است.

## دهانه‌های اقماری
این دهانه ۱ دهانه اقماری دارد.
| Dirichlet | عرض جغرافیایی | طول جغرافیایی | قطر          |
| --------- | ------------- | ------------- | ------------ |
| E         | ۱۲.۲° N       | ۱۴۷.۸° W      | ۲۶.۰ کیلومتر |